# Bunuri mobile din domeniul carte veche și manuscris clasate în patrimoniul cultural național al României aflate în județul Arad
Acestă listă conține bunurile mobile din domeniul carte veche și manuscris clasate în Patrimoniul cultural național al României aflate la momentul clasării în județul Arad.

## Fond
| Foto | Informații generale | Detalii tehnice | Descriere | Deținător                                  | Legături |
| ---- | --- | --- | --- | ------------------------------------------ | -------- |
|      | Voyages du capitaine Lemuel Gulliver, en divers pays eloignez : Tome second Autor: Swift, Jonathan                                                                                            | Datare: 1727-1728 Școală: Chez P. Gosse & J. Neaulme Dimensiuni: (15 cm) Material: hârtie                                                                     | Voyages // du capitaine // Lemuel Gulliver, // en // divers pays // eloignez. // Tome second. // Premiere Partie // Contenant le Voyage de Laputa, Balnibarbi, // Glubbdubdribb, Luggbagg, & Japon // A la Haye, // Chez P. Gosse & J. Neaulme / MDCCXXVII | Biblioteca Județeană „A. D. Xenopol”, Arad | Cimec    |
|      | Nicolai Klimii iter subterraneum novam telluris theoriam ac historiam quintae monarchiae adhuc nobis incognitae exhibens e biblioteca B. Abelini Autor: Holberg, Ludvig                       | Datare: 1766 Școală: sumptibus Frid. Christian Pelt Dimensiuni: (16 cm) Material: hârtie                                                                      | Nicolai Klimii // iter // subterraneum // novam telluris theoriam // ac// historiam quintae // monarchie // adhuc nobis incognitae // exhibens // e // bibliotheca B. Abelini // Editio quarta auctior et emendatior // Hafniae & Lipsiae // sumptibus Frid. Christian Pelt. // MDCCLXVI | Biblioteca Județeană „A. D. Xenopol”, Arad | Cimec    |
|      | Opus poeticum de admirabili fallacia et astutia vulpeculae Reinikes […] Autor: Schoppero, Auctore Hartmanno                                                                                   | Datare: 1567 Școală: per Petrum Fabritium ; impensis Sigismundi Feirabent, & Simonis Huteri Dimensiuni: (14 cm) Material: hârtie                              | Opus Poeticum // de admira // bili et as- // tutia vulpeculae Reinikes libros // quatuorinaudito // & planè novo more nunc pri- // mum ex idiomate Germanico ad elegantiam & // munditiam Ciceronis latinitate donatos, adie- // ctis insuper elegantissimis iconibus, veras om- // nium apologorum animaliumq; species ad vi- // vum adumbrantibus illustratos, omnium festi- // vissimos ac disertissimos lectuq; iu- // cundissimos com- // plectens. // Cum brevissimis in margine Commentariis, omniumq; // Capitulorum Argumentis, nec non rerum & vo- // cum memorabilium Indice copioso in // Operis calcem reiecto. // Auctore Hartmanno Schoppero, No- // voforense Norico. // Ad Divum Maximilianum Se- // cundum Romanorum, & c. Regem, // & Caesar. Semper August. // Cum gratia & Privilegio ad decennium. // Francofurti ad Moenum. // Anno M.D.LXVII | Biblioteca Județeană „A. D. Xenopol”, Arad | Cimec    |
|      | Fabularum Aesopiarum libri quinque Autor: Phaedri, Augusti Liberti | Datare: 1727 Școală: Apud Samuelem Luchtmans Dimensiuni: (24 cm) Material: hârtie                                                                             | Phaedri, // Augusti Liberti, // Fabularum // Aesopiarum // libri quinque. // Cum // novo commntario // Petri Burmanni. // Leidae, // Apud Samuelem Luchtmanns. 1727 | Biblioteca Județeană „A. D. Xenopol”, Arad | Cimec    |
|      | Fables choisies, mises en vers Autor: Fontaine, J. de la | Datare: 1772 Școală: Chez J. Samuel Cailler Dimensiuni: (18 cm) Material: hârtie                                                                              | Fables // choisies, // mises en vers // par Monsieur // de La Fontaine.// Avec // un nouveau commentaire // par // M. Coste, // membre de la Societé Royale de Londres. // Nouvelle edition, // Ornee de figures en taille-douce. // Tome premier. // A Geneve, // Chez J. Samuel Cailler, // MDCCLXXII | Biblioteca Județeană „A. D. Xenopol”, Arad | Cimec    |
|      | Das Lob der Narrheit: aus dem Lateinischen Autor: Chodowiecky, Erasmus Kupfern von | Datare: 1781 Școală: Bey Georg Jacob Dacker Dimensiuni: (16 cm) Material: hârtie                                                                              | Das // Lob der Narrheit // aus dem Lateinischen // des Erasmus. // Mit Kupfern von Chodowiecky. // Berlin und Leipzig, 1781. // Bey Georg Jacob Decker, königl. Hofbuchdrucker | Biblioteca Județeană „A. D. Xenopol”, Arad | Cimec    |
|      | Fables choisies, mises en vers : Tome second Autor: Fontaine, J. de la | Datare: 1776 Școală: aux dépens de la Société typographique Dimensiuni: (19,5 cm) Material: hârtie                                                            | Fables // choisies, // mises en vers // par // J. De La Fonatine. // Tome second. // A Bouillon, // aux dépens de la Société Typographique. // M.DCC.LXXVI. | Biblioteca Județeană „A. D. Xenopol”, Arad | Cimec    |
|      | Morias egkomion=Stultitiae laus Autor: Erasmus din Rotterdam | Datare: 1780 Școală: Typis G. Haas, ex Officina J. J. Thurneisen Dimensiuni: (19,5 cm) Material: hârtie                                                       | Morias // egkomion // sive // stultitiae laus // Des. Erasmi Rot. // declamatio. // Cum commentariis Gerardi Listrii, // ineditis Oswaldi Molitoris, // et figuris Johannis Holbenii. // Denuo typis mandavit // Guil. Gottl. Beckerus. // Basileae // Typis G. Haas, ex Officina J. J. Thurneisen. // M.DCC.LXXX | Biblioteca Județeană „A. D. Xenopol”, Arad | Cimec    |
|      | Contes et nouvelles en vers par M. De La Fontaine Autor: La Fontaine, Jean de | Datare: 1778 Dimensiuni: volum: 2, paginație: XXIV, 272 p.; Dimensiuni: 12x7,5 cm; Oglinda paginii etalon: 25 rânduri, 9x5,5 cm                               | Contes//et//nouvelles//en vers//par//M.De La Fontaine.//Tome premier.// A Londres.//MDCCLXXVIII. | Biblioteca Județeană „A. D. Xenopol”, Arad | Cimec    |
|      | Contes et nouvelles en vers par M. De La Fontaine Autor: La Fontaine, Jean de | Datare: 1778 Dimensiuni: volum: 2, paginație: XXIV, 296 p.; Dimensiuni: 12x7,5 cm; Oglinda paginii etalon: 25 rânduri, 9x5,5 cm                               | Contes//et//nouvelles//en vers//par/M. De La Fontaine//Tome second// A Londres.//MDCCLXXVIII. | Biblioteca Județeană „A. D. Xenopol”, Arad | Cimec    |
|      | La dernière avanture d'un homme de quarantecinq ans Autor: Restif de la Bretonne | Datare: 1783 Dimensiuni: volum: 2, paginație: 264 p.; Dimensiuni: 16,5x9,5 cm; Oglinda paginii etalon: 31 rânduri, 12x6,5 cm                                  | La//dernière avanture//d'un homme//de quaratecinq - ans;// Nouvelle utile à plus d'un lecteur//… Venit magno foenore tardus amor// Propert.//Première partie.//A Genève.//et se trouve à Paris//ches Regnault, libraire, rue//S-Jacques,vis-à-vis la rue du- Platre.//1783. | Biblioteca Județeană „A. D. Xenopol”, Arad | Cimec    |
|      | Les quatre heures de la toilette des dames Autor: De Favre | Datare: 1778 (tipărire), 1779 (publicare) Dimensiuni: volum: 1, paginație: [IV], 84 p.; Dimensiuni: 22,5x16 cm; Oglinda paginii etalon: 19 rânduri, 15x7,5 cm | Les quatre heures// de la toilette// des dames//poeme érotique//en quatre chants,//dédié à Son Altesse Sérénissime Madame La Princesse// de Lamballe// Chef du Conseil, et Surintendante// de la Maison de la Peine//Par M. De Favre, la Nature vous fit naitre,//Et l'Art confus s'alla chacher. Volt.//A Paris,//Chez Jean - Francois Betien, Libraire,//rue du Petit-Lion, fauxbourg Saint-Germain.//MDCCLXXIX. Titlu inclus într-o gravură semnată Le Roy. Gravurile executate după desene de Le Clerc datate 1777-1778. | Biblioteca Județeană „A. D. Xenopol”, Arad | Cimec    |
|      | La nouvelle Zélis au baim Autor: De Pezay | Datare: 1768 Dimensiuni: volum: 1, paginație: 78 p.; Dimensiuni: 19,5x12,5 cm; Oglinda paginii etalon: 24 rânduri, 13x5,5 cm                                  | La// nouvelle Zélis// au bain,//poeme en six chants.//A Geneve;//et se trouve à Paris,//chez Merlin, libraire, rue de la//Harpe, à l'image S. Joseph.//MDCCLXVIII. | Biblioteca Județeană „A. D. Xenopol”, Arad | Cimec    |
|      | La journée de l'amour, ou heures de Cythere | Datare: 1776 Dimensiuni: volum: 1, paginație: XIV, 166 p.; Dimensiuni: 17,5x11 cm; Oglinda paginii etalon: 20 rânduri, 10,5x5,5 cm                            | Journee//de de l'amour,//ou//heures de Cythere.//A Gnide//MDCCLXXVI. Cartea este ornamentată cu frontispicii diferite și cu vignete gravate reprezentând putti (îngeri). Gravurile sunt executate după Taunay. | Biblioteca Județeană „A. D. Xenopol”, Arad | Cimec    |
|      | Les bijoux indiscrets Autor: Diderot, Denis | Dimensiuni: volum: 2, paginație: [VI], 370 p.; Dimensiuni: 15x9 cm; Oglinda paginii etalon: 19 rânduri, 10x6 cm                                               | Le bijoux//indiscrets.//Tome premier.//Au Monomotapa. | Biblioteca Județeană „A. D. Xenopol”, Arad | Cimec    |
|      | La paysane pervertie, ou les dangers de la ville; Histoire d'Ursule R, soeur d'Edmond, le paysan, mise - au - jour d'apres les veritables lettres des personages                              | Datare: 1784 (tipărire) Dimensiuni: volum: 4, paginație: 320 p.; Dimensiuni: 16,5x10 cm; Oglinda paginii etalon: 25 rânduri, 12x6,5 cm                        | La paysane// pervertie,// ou// les dangers de la ville;// Histoire d'Ursule R**,//soeur d'Edmond, le paysan, mise - au// jour d'apres les veritables// lettres des personages://avec 114 estamples://Par l'auteur du Paysan perverti.//Tome trosièmé.//Imprimé a la Haie.//Et se trouve à Paris//chés d.me Veuve Duchesne, libraire, en la rue//Saintjaques, au Temple - du - goût.//MDCCLXXXIV. | Biblioteca Județeană „A. D. Xenopol”, Arad | Cimec    |
|      | La paysane pervertie, ou les dangers de la ville; Histoire d'Ursule R, soeur d'Edmond, le paysan, mise - au - jour d'apres les veritables lettres des personages Autor: Restif de la Bretonne | Datare: 1784 Dimensiuni: volum: 4, paginație: 344 p.; Dimensiuni: 16,5x10 cm; Oglinda paginii etalon: 25 rânduri, 12x6,5 cm                                   | La paysane// pervertie,// ou// les dangers de la ville;// Histoire d'Ursule R**,//soeur d'Edmond, le paysan, mise - au// jour d'apres les veritables// lettres des personages://avec 114 estamples://Par l'auteur du Paysan perverti.//Tome premier.//Imprimé a la Haie.//Et se trouve à Paris//chés d.me Veuve Duchesne, libraire, en la rue//Saintjaques, au Temple - du - goût.//MDCCLXXXIV. | Biblioteca Județeană „A. D. Xenopol”, Arad | Cimec    |
|      | Le temple de Gnide Autor: Montesquieu, Charles | Datare: 1772 Dimensiuni: volum: 1, paginație:[II], VII, 102 p.; Dimensiuni: 23x16 cm; Oglinda paginii etalon: 16,14x9 cm                                      | Le// temple// de Gnide//Nouvelle edition,//avec figures//gravées par N. Le Mire,//des Acad. De Vienne en Autriche et de Rouen,//d'apres les dessins de Ch. Eisen.// Les texte gravé par Drouët//…non murmura vestra Columbae,//Brachia non Hederae, non vincant oscula Conchae.//Epital. De l'Empr. Gallien.//A Paris// Chez Le Mire graveur//Chez Le Mire graveur//Rue St. Etienne des Gres//Avec privilege du roi.//1772. Gravură reprezentând portretul lui Montesquieu executată după un desen de Ch. Eisen. Fila de titlu are textul inclus într-o gravură. Textul propriu-zis este gravat pe placă de Droüet. | Biblioteca Județeană „A. D. Xenopol”, Arad | Cimec    |
|      | La pucelle d'Orléans Autor: Voltaire | Datare: 1764 Dimensiuni: volum: 1, paginație: XVI, 368 p.; Dimensiuni: 17x10,5 cm; Oglinda paginii etalon: 29 rânduri, 13x7 cm                                | La // pucelle //d'Orlèans.//Pöeme,//divisé en vingt chants.//Nouvelle edition,//augmentée de cinq chants nouveaux,//et dest notes;//collationée sur le manuscript de l'auteur.//Enrichie de variantes,//de belles figures et de jolies vignettes.//A Londres,//Aux depens de la companie.//MDCCLXIV. | Biblioteca Județeană „A. D. Xenopol”, Arad | Cimec    |
|      | La tableau de la volupté ou les quatre parties du jour Autor: Du Buisson | Datare: 1771 Dimensiuni: volum: 1, paginație: 68 p.; Dimensiuni: 17x11,5 cm; Oglinda paginii etalon: 22 rânduri, 12,5x7,5 cm                                  | La tableau //de la volupté// ou //les quatre parties du jour.//Poeme en vers libres,//par M.D.B.//A Cythère,//au Temple du Plaisir.//1771. | Biblioteca Județeană „A. D. Xenopol”, Arad | Cimec    |
|      | Romans et contes de M. De Voltaire Autor: Voltaire | Datare: 1778 Dimensiuni: volum: 3, paginație: VIII, 320 p.; Dimensiuni: 20,5x1,25 cm; Oglinda paginii etalon: 31 rânduri, 13x8 cm                             | Romans//et contes// de M. De Voltaire.//Tome second.//Nuper sub modio nunc super//A Bouillon,//aux dépens de la Société Typographique//MDCCLXXVIII. | Biblioteca Județeană „A. D. Xenopol”, Arad | Cimec    |
|      | Romans et contes de M. De Voltaire Autor: Voltaire | Datare: 1778 Dimensiuni: volum: 3, paginație: VI, 236 p.; Dimensiuni: 20,5x1,25 cm; Oglinda paginii etalon: 31 rânduri, 13x8 cm                               | Romans //et contes// de M. de Voltaire//Tome troisieme.//Nuper sub modio nunc super//A Bouillon,//aux dépens de la Société Typographique//MDCCLXXVIII. Planșe gravate în metal după desene de Car. Mannet. Vignete și frontispicii în stil clasic. | Biblioteca Județeană „A. D. Xenopol”, Arad | Cimec    |
|      | Giovanni Boccaccio Autor: Contes de J. Bocace | Datare: 1779 (publicare) Dimensiuni: volum: 10, paginație: XXXII, 226 p.; Dimensiuni: 19x12 cm; Oglinda paginii etalon: 22 rânduri, 10,5x6 cm                 | Contes// de //J. Bocace//Traduction nouvelle,//enrichie de belles gravures.//Tome premier.//A Londres.//M.MCC.LXXIX. | Biblioteca Județeană „A. D. Xenopol”, Arad | Cimec    |
|      | Giovanni Boccaccio Autor: Contes de J. Bocace | Datare: 1779 Dimensiuni: volum: 10, paginație: 338 p.; Dimensiuni: 19x12 cm; Oglinda paginii etalon: 22 rânduri, 10,5x6 cm                                    | Contes// de //J. Bocace//Traduction nouvelle,//enrichie de belles gravures.//Tome premier.//A Londres.//M.MCC.LXXIX. | Biblioteca Județeană „A. D. Xenopol”, Arad | Cimec    |
|      | Giovanni Boccaccio Autor: Contes de J. Bocace | Datare: 1779 Dimensiuni: volum: 10, paginație: XXIV, 230 p.; Dimensiuni: 19x12 cm; Oglinda paginii etalon: 22 rânduri, 10,5x6 cm                              | Contes// de //J. Bocace//Traduction nouvelle,//enrichie de belles gravures.//Tome quatriéme.//A Londres.//M.MCC.LXXIX. | Biblioteca Județeană „A. D. Xenopol”, Arad | Cimec    |
|      | Les nouvelles de Marguerite, Reine de Navarrre Autor: Marguerite de Navarre | Datare: 1780 Dimensiuni: volum: 3, paginație: XLVII, 275 p.; Dimensiuni: 18x11,5cm; Oglinda paginii etalon: 22 rânduri, 11,5x7 cm                             | Les//nouvelles// de //Marguerite, //Reine de Navarrre.//Berne,// chez Beat Louis Walthard.//1780. | Biblioteca Județeană „A. D. Xenopol”, Arad | Cimec    |
|      | Les nouvelles de Marguerite, Reine de Navarrre Autor: Marguerite de Navarre | Datare: 1781 Dimensiuni: volum: 3, paginație: 250 p.; Dimensiuni: 18x11,5cm; Oglinda paginii etalon: 22 rânduri, 11,5x7 cm                                    | Oglinda paginii de titlu: Les//nouvelles// de //Marguerite, //Reine de Navarrre.//Berne,// chez la Nouvelle Société.//1781. | Biblioteca Județeană „A. D. Xenopol”, Arad | Cimec    |
|      | Les contemporaines par - gradation ou avantures de jolies - femmes de l'âge actuel, suivant la gradacion des principaus etats de la société Autor: Restif de la Bretonne                      | Datare: 1784 (publicare) Dimensiuni: volum: 42, paginație: 108-548 [14] p.; Dimensiuni: 16x9,5cm; Oglinda paginii etalon: 31 rânduri, 13x6,5 cm               | Les //contemporaines //par - gradation:// ou// avantures de jolies - femmes// de l'âge actuel, suivant la gradacion// des principaus etats de la société:// recuillies par N.-E.-R**-D.*-L.*-B***://Sixième, ou trentesixième volume://VII. Les fammes - de - basse - judicature.//VIII. Les fammes-de-pratique://Imprime à Leïpsick,//Par Büschel, marchand - libraire://Et se trouve à Paris, chés Bélin, libraire, rue S - Jaque.//1784. | Biblioteca Județeană „A. D. Xenopol”, Arad | Cimec    |
|      | Les contemporaines graduées ou avantures de jolies - femmes de l'âge actuel, suivant la gradacion des principaus etats de la société Autor: Restif de la Bretonne                             | Datare: 1785 Dimensiuni: volum: 42, paginație: 372-702 [2] p.; Dimensiuni: 16x9,5cm; Oglinda paginii etalon: 31 rânduri, 13x6,5 cm                            | Les //contemporaines //graduées:// ou// avantures de jolies - femmes// de l'âge actuel, suivant la gradacion// des principaus etats de la société:// recuillies par N.-E.-R**-D.*-L.*-B***://Dixième, ou quarantième volume://XV. Les beautés - parasites//Imprime à Leïpsick,// Par Büschel, marchand - libraire:// Et se trouve à Paris, chés Bélin, libraire, rue S - Jaque.//1785. | Biblioteca Județeană „A. D. Xenopol”, Arad | Cimec    |
|      | Les contemporaines graduées ou avantures de jolies - femmes de l'âge actuel, suivant la gradacion des principaus etats de la société Autor: Restif de la Bretonne                             | Datare: 1784 Dimensiuni: volum: 42, paginație: 310 [2] p.; Dimensiuni: 16x9,5cm; Oglinda paginii etalon: 31 rânduri, 13x6,5 cm                                | Les //contemporaines //graduées:// ou //avantures de jolies - femmes// de l'âge actuel, suivant la gradacion// des principaus etats de la société:// recuillies par N.-E.-R**-D.*-L.*-B***://Septième, ou trenteseptième volume://IX. Les fammes-de-finance/ Imprime à Leïpsick,//Par Büschel, marchand - libraire://Et se trouve à Paris.//1784. | Biblioteca Județeană „A. D. Xenopol”, Arad | Cimec    |
|      | Les contemporaines du commun ou avantures des belles marchandes ouvrières, andc.a, de l'âge present Autor: Restif de la Bretonne                                                              | Datare: 1782 Dimensiuni: volum: 42, paginație: 283-650 p.; Dimensiuni: 16x9,5cm; Oglinda paginii etalon: 31 rânduri, 13x6,5 cm                                | Les //contemporaines// du - commun:// ou //avantures des belles marchandes// ouvrières, andc.a, de l'âge present://recuillies par N.-E.-R**-D.*-L.*-B***://Vingtième volume://Imprime à Leïpsick,//Par Büschel, marchand - libraire://Et se trouve à Paris.//1782. | Biblioteca Județeană „A. D. Xenopol”, Arad | Cimec    |
|      | Les contemporaines du commun ou avantures des belles marchandes ouvrières, andc.a, de l'âge present Autor: Restif de la Bretonne                                                              | Datare: 1782 Dimensiuni: volum: 42, paginație: 267-564 p.; Dimensiuni: 16x9,5cm; Oglinda paginii etalon: 31 rânduri, 13x6,5 cm                                | Les //contemporaines// du - commun:// ou //avantures des belles marchandes// ouvrières, andc.a, de l'âge present://recuillies par N.-E.-R**-D.*-L.*-B***://Vingtième volume://Imprime à Leïpsick,//Par Büschel, marchand - libraire://Et se trouve à Paris.//1782. | Biblioteca Județeană „A. D. Xenopol”, Arad | Cimec    |
|      | Contes et nouvelles en vers par M. De La Fontaine Autor: La Fontaine, Jean de | Datare: 1780 Dimensiuni: volum: 2, paginație: 251 p.; Dimensiuni: 12x7,5cm; Oglinda paginii etalon: 30 rânduri, 8x5 cm                                        | Contes //et //nouvelles,// en vers,// par// J. De La Fontaine//Tome premier//A Londres.//MDCCLXXX. | Biblioteca Județeană „A. D. Xenopol”, Arad | Cimec    |
|      | Contes et nouvelles en vers par M. De La Fontaine Autor: La Fontaine, Jean de | Datare: 1780 Dimensiuni: volum: 2, paginație: 216 p.; Dimensiuni: 12x7,5cm; Oglinda paginii etalon: 30 rânduri, 8x5 cm                                        | Contes //et //nouvelles,// en vers,// par// J. De La Fontaine//Tome second//A Londres.//MDCCLXXX. | Biblioteca Județeană „A. D. Xenopol”, Arad | Cimec    |
|      | Catalogue des livrees francoise et italiens | Datare: Sec. XIX Dimensiuni: volum: 1, paginație: 198 p.; Dimensiuni: 38x23,5 cm; Oglinda paginii etalon: 35 rânduri, 36x21 cm Material: hârtie               | Cărțile sunt catalogate pe nouă domenii într-un registru, din care 468 de pagini au rămas albe. | Biblioteca Județeană „A. D. Xenopol”, Arad | Cimec    |